# Canton des Abymes-3
Le Canton des Abymes-3 est une circonscription électorale française située dans le département et région de la Guadeloupe.

## Histoire
Le canton a été créé par le décret no 85-131 du 29 janvier 1985 redécoupant les cantons des Abymes-1 et 2.
À la suite du redécoupage cantonal de 2014, les limites territoriales du canton sont remaniées par le décret n°2014-235 du 24 février 2014.

## Représentation

### Représentation avant 2015
| Période                                                 | Période | Identité                        | Étiquette   | Qualité |
| ------------------------------------------------------- | ------- | ------------------------------- | ----------- | --- |
| 1982                                                    | 1988    | René-Serge Nabajoth (1945-1995) | PS          | |
| 1988                                                    | 1994    | Jacques Monpierre (1944-2014)   | PS puis DVG | Adjoint au maire des Abymes, conseiller régional                                                                                   |
| 1994                                                    | 2001    | Christian Nestar                | PS puis DVD | Médecin généraliste aux Abymes |
| 18 mars 2001                                            | 2015    | Fabert Michély                  | FGPS        | Expert-comptable Vice-président du conseil général 1er adjoint au maire des Abymes Élu en 2015 dans le nouveau canton des Abymes-2 |
| Les données antérieures ne sont pas encore mentionnées. |         |                                 |             | |

### Représentation depuis 2015
| Période élective | Période élective | Mandat | Mandat   | Identité                | Nuance | Nuance | Qualité |
| ---------------- | ---------------- | ------ | -------- | ----------------------- | ------ | ------ | --- |
| 2015             | 2021             | 2015   | 2021     | Josette Borel-Lincertin |        | PS     | Proviseur (retraitée) Présidente du Conseil départemental de la Guadeloupe Ancienne présidente du Conseil régional de la Guadeloupe |
| 2015             | 2021             | 2015   | 2021     | Louis Galantine         |        | PS     | Cadre supérieur EDF, ancien conseiller municipal des Abymes                                                                         |
| 2021             | 2028             | 2021   | en cours | Marylène Adhel          |        | LREM   | Employée de l'Association Prévention Insertion Socio Educative Guadeloupe Apiseg                                                    |
| 2021             | 2028             | 2021   | en cours | Louis Galantine         |        | DVG    | Conseiller sortant |

### Résultats détaillés

#### Élections de mars 2015
À l'issue du 1er tour des élections départementales de 2015, deux binômes sont en ballottage : Josette Borel-Lincertin et Louis Galantine (PS, 54,33 %) et Alain Faraux et Daniette Sylvestre (DVG, 18,79 %). Le taux de participation est de 43,73 % (4 930 votants sur 11 275 inscrits) contre 44,45 % au niveau départemental et 50,17 % au niveau national.
Au second tour, Josette Borel-Lincertin et Louis Galantine (PS) sont élus avec 65,64 % des suffrages exprimés et un taux de participation de 42,14 % (2 785 voix pour 4 750 votants pour 11 273 inscrits).

#### Élections de juin 2021
Le premier tour des élections départementales de 2021 est marqué par un très faible taux de participation (33,26 % au niveau national). Dans le canton des Abymes-3, ce taux de participation est de 26,71 % (3 213 votants sur 12 028 inscrits) contre 30,59 % au niveau départemental. À l'issue de ce premier tour, deux binômes sont en ballottage : Josette Borel-Lincertin et William Surdin (Union à gauche, 36,86 %) et Marylène Adhel et Louis Galantine (Divers, 34,56 %).
Le second tour des élections est marqué une nouvelle fois par une abstention massive équivalente au premier tour. Les taux de participation sont de 34,36 % au niveau national, 37,59 % dans le département et 31,76 % dans le canton des Abymes-3. Marylène Adhel et Louis Galantine (Divers) sont élus avec 55,54 % des suffrages exprimés (1 889 voix pour 3 820 votants et 12 026 inscrits),,. 

## Composition

### Composition de 1985 à 2015
Le canton comprend la portion de territoire de la commune des Abymes délimitée par la limite de la commune des Abymes du chemin départemental 102 à la route nationale 5 et l'axe des voies ci-après : route nationale 5 de la commune de Morne-à-l'Eau à la bretelle reliant la route nationale 5 à Bazin, bretelle reliant la route nationale 5 à Bazin jusqu'à Bazin, route de Desravinière jusqu'à la bretelle Bazin-Nérée, bretelle Bazin-Nérée jusqu'au chemin départemental 102, chemin départemental 102 de la bretelle Bazin-Nérée à la commune de Sainte-Anne.

### Composition depuis 2015
| Nom                                | Code Insee | Intercommunalité        | Superficie (km2) | Population (dernière pop. légale)                | Densité (hab./km2) | Modifier                                    |
| ---------------------------------- | ---------- | ----------------------- | ---------------- | ------------------------------------------------ | ------------------ | ------------------------------------------- |
| Les Abymes (bureau centralisateur) | 97101      | CA Cap Excellence       | 81,25            | Fraction : 16 055 (2022) Commune : 51 760 (2022) | 637                | modifier les données · modifier les données |
| Le Gosier                          | 97113      | CA La Riviéra du Levant | 45,20            | Fraction : 3 720 (2022) Commune : 27 205 (2022)  | 602                | modifier les données · modifier les données |
| Canton des Abymes-3                | 97103      |                         |                  | 19 775 (2022)                                    |                    | modifier les données                        |

Le canton des Abymes-3 comprend :
1. la partie de la commune des Abymes non incluse dans les cantons des Abymes-1 et des Abymes-2,
2. la partie de la commune du Gosier située à l'intérieur d'un périmètre défini par l'axe des voies et limites suivantes : depuis la limite territoriale de la commune des Abymes, route de Cocoyer, route de la Bouaye, route de la Riviera (direction Ouest), route de Blanchard, jusqu'à la limite territoriale de la commune des Abymes.

## Démographie
En 2022, le canton comptait 19 775 habitants, en évolution de +3,85 % par rapport à 2016 (Guadeloupe : −2,67 %, France hors Mayotte : +2,11 %).
| 2013   | 2018   | 2022   |
| ------ | ------ | ------ |
| 21 084 | 19 216 | 19 775 |